# اس‌ام یوسی-۱۱۳

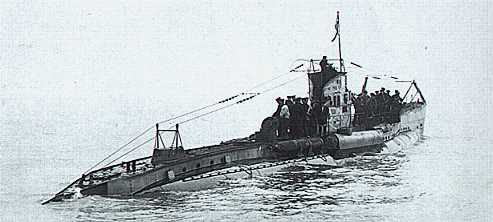
UC-95 UCIII U-boat برای عملیات معدن، پس از پایان جنگ جهانی اول به بریتانیا داده شد.

اس‌ام یوسی-۱۱۳ (به انگلیسی: SM UC-113) یک زیردریایی است که طول آن ۱۸۵ فوت ۵ اینچ (۵۶٫۵۲ متر) می‌باشد. این زیردریایی در سال ۱۹۱۸ ساخته شد.